# Троїцьке (Івановський район)
Троїцьке (рос. Троицкое) — село в Росії, Івановському районі Амурської області. Населення — 400 осіб (2017). Розташоване на території українського історичного та етнічного краю Зелений Клин.

## Географія
Село Троїцьке розташоване на лівому березі річки Біла, приблизно за 10 км від впадання її в Зею. 
Село розташоване на північ від районного центру Іванівського району села Іванівка.
Автомобільна дорога до села Троїцьке йде на північний захід від села Середньобіле через село Приозерне. Відстань від Троїцького до траси - 20 км. Відстань до Іванівки (через Березівку) – 60 км.

## Історія
Це перший український населений пункт на Далекому Сході, заснований вихідцями з Полтавської губернії в 1863 році.

## Населення
| 2002 | 2010 | 2012 | 2013 | 2014 | 2015 | 2016 |
| ---- | ---- | ---- | ---- | ---- | ---- | ---- |
| 510  | ↘448 | ↘432 | ↘406 | ↘401 | ↗404 | ↘395 |
| 2017 | 2018 |      |      |      |      |      |
| ↗400 | ↗406 |      |      |      |      |      |